# Dogan Padar
Dogan Erdogan Padar (türk. Doğan Erdoğan Padar; * 8. Juli 1988 in Hamm) ist ein türkischer Schauspieler.

## Leben
Dogan Padar machte das Fachabitur in Hamm und arbeitete dann im Betrieb seines Vaters. Er besuchte die Film Acting School Cologne in Köln, musste das Studium nach 15 Monaten aber abbrechen, da ihm die finanziellen Mittel für die Ausbildung an der Privatschule fehlten. Seit Mai 2015 ist er bei einer Schauspielagentur unter Vertrag. Er gehört zum Team der Duisburger Filmproduktion Moonlight Pictures.

## Filmografie
- 2013: Danni Lowinski – Scheidung auf Islamisch (TV-Serie)
- 2014: Vogelfrauen (Kurzfilm)
- 2015: The End of Hope (Kurzfilm)
- 2015: Fettes Grün (Kurzfilm)
- 2015–2017: Vollkrassmann
- 2016: Tatort: Borowski und das verlorene Mädchen
- 2016–2017: Circles – Silent Hill (Kurzfilm)
- 2016–2017: Waiting for Tomorrow